# Táňa Malíková
Táňa Malíková (* 13. února 1991 Kopřivnice) je česká divadelní a televizní herečka.

## Život
Narodila se v Novém Jičíně, dětství a mládí ovšem prožila v nedaleké Kopřivnici. Absolvovala herectví na Janáčkově konzervatoři v Ostravě a v roce 2015 vystudovala činoherní herectví na Divadelní fakultě Janáčkovy akademie múzických umění v Brně.

## Tvorba
Od roku 2014 působí ve stálém angažmá v brněnském HaDivadle. Hostuje také na dalších divadelních scénách, například v Městských divadlech pražských, A studiu Rubín, v olomouckém divadle Na cucky a nebo v Divadle v Dlouhé. Kromě působení v divadle se věnuje i televizní a reklamní tvorbě.
Od roku 2013 ztvárňovala komediální postavu Nicky Tučkové s falešným zpěvem a signifikantně špatnou angličtinou v jednom z prvních českých virálních videí na YouTube. Videoklip Rich boy nasbíral přes 4 miliony zhlédnutí. Od srpna 2016 vystupuje v pořadu ŠKODA Nezeptat se automobilky Škoda.
V roce 2024 se Táňa Malíková dostala do užší nominace na ocenění Thalie za roli Stefy v inscenaci Požár v šťastném Rakousku (premiéra únor 2023, Hadivadlo). 

## Role

### Film
- 2021: Shocky & Morty: Poslední velká akce
- 2023: Jedeme na teambuilding

### Seriály
- 2005: Ulice
- 2017: Četníci z Luhačovic
- 2020: Místo zločinu Ostrava
- 2022: Guru
- 2023: Sex O'Clock
- 2024: Metoda Markovič: Hojer

### Divadlo (výběr)
- Vyhnání Gerty Schnirch (HaDivadlo, 2016) - podle románu Kateřiny Tučkové
- Zkáza totálního myšlení (Divadlo na cucky, 2022)
- Požár v šťastném Rakousku (HaDivadlo, 2023) – podle románu Hmatatelný život Marguerite Duras

## Singly
- Weihnachten Liebe (2013)
- Rich Boy (2013)
- Szukam cię Miłoszu! (2013)